# Un condamnat la moarte a evadat
Un condamnat la moarte a evadat, subtitlu: Vântul bate încotro vrea (titlul original: în franceză Un condamné à mort s'est échappé, sous-titré ou Le vent souffle où il veut) este un film dramatic francez, realizat în 1956 de regizorul Robert Bresson, după povestirea omonimă autobiografică a lui André Devigny, protagoniști fiind actorii François Leterrier, Charles Le Clainche, Roland Monod, Maurice Beerblock.
Filmul se bazează pe o poveste adevărată, evadarea ofițerului francez André Devigny (1916-1999) din închisoarea militară Fort Montluc, rechiziționată de Wehrmacht, în apropiere de Lyon.

## Rezumat
Franța în timpul celui de-al Doilea Război Mondial: ofițerul din rezistența franceză capturat, Fontaine, este interogat de Gestapo și apoi dus într-o celulă din care se pare că este imposibil să scape. Zilele se derulează în același ritm, monoton. Câteva cuvinte șoptite dimineața la spălător cu ceilalți deținuți, printre soldații de pază, sunt deja un punct important de sprijin. Fontaine este singurul dintre deținuți, care se gândește la evadare. Cu mult efort și răbdare, își pregătește țelul îndrăzneț.
Uneltele primitive cu care dorește să-și dobândească libertatea, sunt singurele sale mijloace de ajutor. Camarazii prizonieri care s-au încadrat în viața închisorii de zi cu zi, nu sunt de mare ajutor. Într-o zi când l-au dus la interogatoriu, i-au pronunțat condamnarea la moarte. Înainte de Ziua decisivă, germanii au adus un alt deținut în celula sa. Băiatul, care are doar 16 ani, poartă o tunică de uniformă germană. Oare este un informator? Fontaine trebuie să decidă: pentru încredere în tovarășul de celulă sau pentru îngroparea planului său. Alege prima opțiune și îl inițiază pe băiat în planurile sale, gândind că în doi se vor putea ajuta mai bine să evadeze. Într-o noapte, planul este pus în aplicare...

## Distribuție
- François Leterrier – locotenentul Fontaine
- Charles Le Clainche – François Jost, colegul de celulă
- Maurice Beerblock – Blanchet, deținutul din celula vecină
- Roland Monod – pastorul Deleyris
- Jacques Ertaud – Orsini
- Jean Paul Delhumeau – Hébrard
- Roger Tréherne – Terry
- Roger Planchon – gardianul pe bicicletă
- Max Schoendorff – un soldat german
- César Gattegno – deținutul
- Jean-Philippe Delamarre – un deținut
- Jacques Oerlemans – gardianul șef
- Klaus Detlief Grevenhorst – ofițerul de la Abwehr
- André Collombet

## Premii și nominalizări
- 1957 : Festivalul Internațional de Film de la Cannes
  - Premiul pentru cel mai bun regizor lui Robert Bresson;
  - Filmul a fost Nominalizat la Palme d'Or;
- 1957 Premiul criticilor al Syndicat français;
- 1957 NBR Award al National Board of Review;
- 1957 Étoile de Cristal, Marele Premiu;